# Thụy Liên
Thụy Liên là một xã thuộc huyện Thái Thụy, tỉnh Thái Bình, Việt Nam.
Xã có diện tích 9,05 km², dân số năm 1999 là 7747 người, mật độ dân số đạt 856 người/km².